# طوطی کلاه‌قهوه‌ای
طوطی کلاه‌قهوه‌ای (نام علمی: Pyrilia haematotis) نام یک گونه از زیرخانواده طوطی نوگرمسیری است.